# Тадеуш Мантойффель-Цеге
Таде́уш Манто́йффель-Це́ге (пол. Tadeusz Manteuffel-Szoege нар. 5 березня 1902 — пом. 22 вересня 1970) — польський історик-медієвіст, доктор габілітований (1930), професор (1951). Член-кореспондент Польської Академії Наук (1952).

## Біографія
Народився в місцевості Жежица в Литві — нащадок однієї з гілок давнього лицарського роду Цеге-фон-Мантойффелів. Навчався у варшавській гімназії Хжановського, гімназії «Macierzy Polskiej» у Петрограді, 1919 року закінчив гімназію імені Замойського у Варшаві. Вивчав історію у Варшавському університеті, однак 1920 року перервав навчання — добровольцем брав участь у польсько-радянській війні 1920. Був важко поранений, втратив праву руку. Після демобілізації продовжив навчання, готував дипломну працю в семінарі професора Я.-К.Корвіна-Кохановського, згодом — професора М.Гандельсмана, під керівництвом якого захистив докторську дисертацію (1924). Відбув дворічне стажування у Франції, Італії й Великій Британії. Після повернення до Польщі працював в Архіві Громадської освіти у Варшаві (Archiwum Oświecenia Publicznego), провадив у Варшавському університеті просемінар з історії середньовічної Франції.
Після річного перебування в Парижі й Гейдельберзі почав викладати у Варшавському університеті історію Франції й початки феодалізму. Був діячем Товариства любителів історії (Towarzystwo Miłośników Historii), секретарем і організатором 7-го Міжнародного конгресу історичних наук у Варшаві (1931; див. Міжнародні конгреси дослідників історії та суміжних наук). Від 1936 року— член-кореспондент Варшавського наукового товариства (Towarzystwo Naukowe Warszawskie). Досліджував історію держави франків, присвятивши їй монографії: «Polityka unifikacyjna Chlotara II» (1925) i «Teoria ustroju feudalnego według Consuetudines Feudorum XII—XIII w.» (1930). Бажаючи всебічно висвітлити функціонування середньовічних суспільств, звернув увагу на тогочасну культуру; займався також містами Західної й Центральної Європи. Наприкінці 1930-х рр. спробував створити синтезу з історії європейського середньовіччя, але задум здійснив лише частково, опублікувавши нарис «Історія раннього середньовіччя» («Dzieje wczesnego średniowiecza», 1938).
Після початку Другої світової війни й поразки Польщі в листопаді 1939 перейшов на працю до варшавського Архіву документів новітньої доби (Archiwum Akt Nowych). Під час гітлерівської окупації докладав чимало зусиль щодо врятування польської культурної спадщини (збірок Архіву Громадської освіти й Архіву документів новітньої доби та бібліотеки Інституту історії Варшавського ун-ту). Від 1940 працював у нелегальній Спілці збройної боротьби (Związek Walki Zbrojnej), згодом таємно співпрацював з Бюро інформації та пропаганди підпільної Армії Крайової, був секретарем редакції конспіраційного двотижневика «Wiadomości Polski» (псевдонім Sey); за порадою професора М.Гандельсмана організував історичну секцію таємного Варшавського університету, одночасно продовжував вивчати історію середньовічної культури. Під загрозою арешту з липня 1944 перейшов на нелегальне становище.
По війні розпочав відбудову Варшавського університету, де вже 15 липня 1945 започаткував свій семінар. 1 вересня 1945 отримав звання екстраординарного професора. Одночасно відновлював наукове життя й освіту, зокрема, провадив вакаційні курси для викладачів історії. Був членом Польської академії наук (Polskiej Akademii Umiejętności; з 1949). 1951 року отримав звання ординарного професора. Був головою Польського історичного товариства (1950—53).
Організаторська й викладацька робота обмежувала його власну наукову діяльність, однак Мантойффель-Цеге повернувся до передвоєнних планів і 1958 року надрукував велику працю «Всесвітня історія: Середньовіччя» («Historia powszechna: Średniowiecze»; численні перевидання в наступні роки — 16-те вид., доп., Варшава, 2005). Одночасно продовжував досліджувати середньовічну культуру. У 2-й половині 1940-х рр. створив колектив з підготовки історичної енциклопедії. Одначе ця праця наштовхнулася на гостру критику влади, а весь наклад 1-го тому енциклопедії 1949 був знищений.
Коли в 1950-х рр. у польський історичній науці, поряд з фальшуваннями минулого, запанував вульгарно-марксистський метод, Мантойффель-Цеге вирішив дистанціюватися від офіційної історіографії й рятувати те, що можливо було врятувати. Далі працював у Варшавському університеті (зокрема, був директором університетського Інституту історії, у 3-му томі праць якого 1948 надрукована цінна монографія Г. Яблоньського «Polska autonomia narodowa na Ukrainie 1917—1918») i в Польському історичному товаристві. 1951 року був співзасновником Польської АН (ПАН; замість ліквідованої владою Polskiej Akademii Umiejętności), з 1952 — член-кореспондент ПАН. Був засновником і першим директором Інституту історії ПАН (1953—70).
З середини 1950-х рр. відновилися й набули регулярного характеру контакти українських істориків з польськими колегами, зокрема, учених Інституту історії АН УРСР з науковцями Інституту історії ПАН, керівником якого був Мантейфель-Цеге. Так, у квітні 1957 професор В.Голобуцький брав участь в обговоренні макету 2-го тому «Історії Польщі», що відбулося під головуванням Мантейфеля-Цеге в Інституті історії ПАН у Варшаві.
На всіх посадах захищав інтереси справжньої науки від кон'юнктурного втручання й прагнув добирати відповідні наукові кадри. Допомагав у цьому його власний незаперечний авторитет у науковому співтоваристві. Життєві випробування спричинили хворобу серця, унаслідок якої він змушений був 1955 року залишити посаду директора Інституту історії Варшавського університету, залишившись водночас професором цього навчального закладу. 1968 року, після владної заборони поєднувати наукову й викладацьку діяльність, залишив Варшавський університет й надалі працював лише в Інституті історії ПАН, який нині носить його ім'я.
Помер у місті Варшава.

## Твори/праці
- Polityka unifikacyjna Chlotara II. Warszawa, 1925;
- Teoria ustroju feudalnego według Consuetudines Feudorum XII—XIII w. Warszawa, 1930;
- Uniwersytet Warszawski w latach 1915/ 16—1934/35: Kronika. Warszawa, 1936;
- Uniwersytet Warszawski w latach wojny i okupacji: Kronika 1939/40—1944/45. Warszawa, 1948;
- Papiestwo i cystersi ze szczególnym uwzględnieniem ich roli w Polsce na przełomie XII i XIII wieku. Warszawa, 1955;
- Średniowiecze powszechne: Do schyłku XV wieku. Warszawa, 1958;
- Z dziejów podziemnego Uniwersytetu Warszawskiego. Warszawa, 1961;
- Narodziny herezji: Wyznawcy dobrowolnego ubóstwa w średniowieczu. Warszawa, 1963, 1964;
- Polska pierwszych Piastów: Państwo, społeczeństwo, kultura. Warszawa, 1968;
- Kultura Europy średniowiecznej. Warszawa, 1974;
- Historyk wobec historii: Rozprawy nieznane, pisma drobne, wspomnienia. Warszawa, 2001.